# Eilema chinchilla
Eilema chinchilla là một loài bướm đêm thuộc phân họ Arctiinae, họ Erebidae.